# Composé du fluor

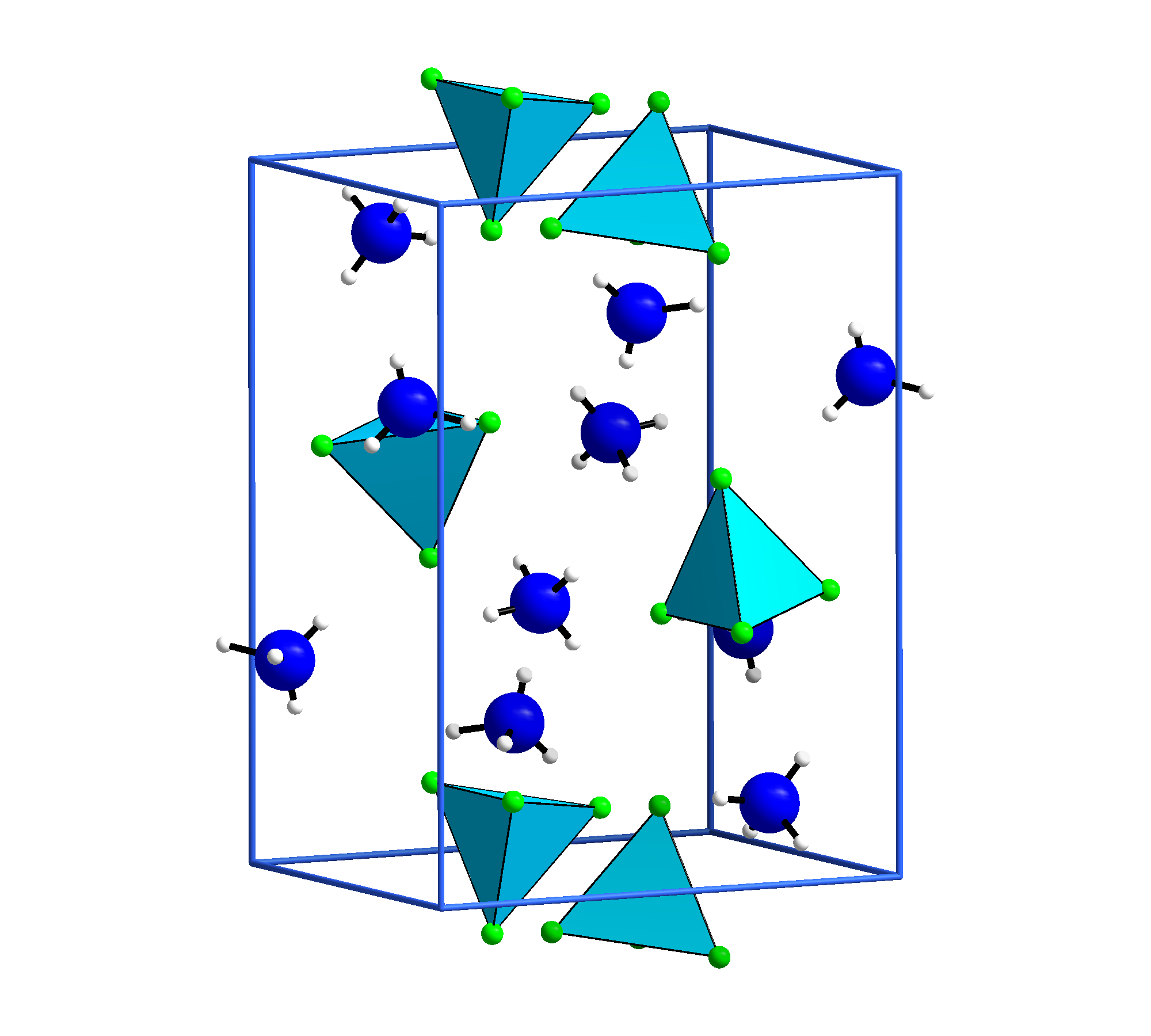
Cellule unitaire du tétrafluoroberyllate de diammonium.

Un composé du fluor est un composé chimique contenant du fluor, généralement dans un état d'oxydation de -1. Il peut être sous forme de corps simple (difluor), de composé organique (organofluoré) ou inorganique (acide fluorhydrique, fluorure). La chimie du fluor est telle qu'il peut former des composés binaires avec l'hydrogène, les métaux, les non-métaux et même des gaz rares.

## Composé mononucléaire (corps simple)
Isolé d'autres éléments chimiques, le fluor s'associe en molécules diatomiques caractérisées par une liaison faible et une très forte réactivité. Le difluor F2 est un gaz jaune pâle, d'odeur irritante, difficile à liquéfier.

## Composés avec l'hydrogène
Le fluor crée une liaison covalente simple avec l'hydrogène pour former un composé (HF) appelé fluorure d'hydrogène ou acide fluorhydrique en solution aqueuse.

## Composés inorganiques
En raison de son électronégativité élevée, le fluor forme des composés binaires avec presque tous les éléments, y compris certains gaz rares. Ces composés, appelés fluorures, ont des caractéristiques différentes des autres halogénures et présentent des similarités avec les oxydes.

## Composés organiques
Le fluor forme une grande variété de molécules organiques appelées composé organofluoré. La liaison carbone-fluor est la plus forte connue en chimie organique.